# Echoes from the Past
Echoes from the Past è il  diciottesimo album della progressive rock band Eloy pubblicato nel 2023.

## Tracce
1. Cospiracy – 5:50
2. Compassion For Misery – 3:02
3. Echoes from the Past – 5:23
4. Danger – 4:43
5. Deceptive Glory – 5:11
6. Warning Sign – 6:35
7. Fate – 3:19
8. The Pyre – 9:26
9. Farewall – 5:16

## Componenti
- Frank Bornemann — voce, chitarra
- Steve Mann — tastiere
- Klaus-Peter Matziol - tastiera
- Helge Engelke - basso
- Kristof Hinz - batteria